# Хёг-Гульдберг, Уве
Уве Хёг-Гульдберг (Ove Hoegh-Guldberg; род. 26 сентября 1959, Сидней) — австралийский учёный, морской эколог и биолог, специалист по коралловым рифам и глобальному потеплению.
Доктор философии (1989), профессор Квинслендского университета и директор-основатель его Института глобальных изменений.
Член Австралийской академии наук (2013).
Отмечен Eureka Prize (1999) и Thomson Reuters Citation Award (2012), а также Banksia Foundation Award (2016) и др.
Является одним из наиболее цитируемых учёных (2018, 2019).
В 2019 году вошёл в The 100 Most Influential People in Climate Policy по версии The Apolitical.

## Биография
Вырос в Австралии, в 1983 году перебрался в США.
Окончил с отличием Сиднейский университет (бакалавр). Степень доктора философии по морской биологии получил в Калифорнийском университете в Лос-Анджелесе в 1989 году. С 1992 года в Сиднейском университете. Ныне профессор Квинслендского университета и директор-основатель его Института глобальных изменений, заведует исследовательской лабораторией.
Шеф-учёный Catlin Seaview Survey на Большом Барьерном рифе.
Являлся главным научным консультантом документального фильма «Chasing Coral» (2017).
В 2003—2009 годах обзорный редактор Science.
Автор более 230 рецензированных публикаций, в частности в Nature и Science. Автор докладов МГЭИК.